# Valdemar
Valdemar (někdy také Waldemar) je mužské jméno starogermánského původu (Waldomar). Má základ ve slovech walten (vládnout) a mar (velký). Jméno se proto vykládá jako Velký vládce. Po založení Kyjevské Rusi vikingy se jméno rozšířilo i po východní Evropě a foneticky změnilo na Vladimír. 
Domácké podoby jména Valdemar mohou znít Valda, Valík, Valdík, Valdouš, Valdíček, Valdemárek, Val, Mára i Marek. Jméno existuje i v mnoha dalších jazycích. V angličtině, němčině a francouzštině má tvar Waldemar, v italštině a španělštině Valdemaro, ve švédštině a dánštině Valdemar.  Svátek má 27. května.
Ženská podoba tohoto jména je Valdemara, k roku 2016 žilo v Česku sedm nositelek tohoto jména.

## Statistické údaje
Následující tabulka uvádí četnost jména v ČR a pořadí mezi mužskými jmény ve srovnání dvou roků, pro které jsou dostupné údaje MV ČR – lze z ní tedy vysledovat trend v užívání tohoto jména:
| Rok       | Četnost   | Pořadí   |
| 1999      | 327       | 240.     |
| 2002      | 316       | 244.     |
| Porovnání | o 11 méně | o 4 hůře |
| 2006      | 299       | 309.     |

Změna procentního zastoupení tohoto jména mezi žijícími muži v ČR (tj. procentní změna se započítáním celkového úbytku mužů v ČR za sledované tři roky 1999–2002) je −2,6%.

## Známí Valdemarové
- Valdemarové – v letech 1157–1375 dánští králové
- Valdemar I. Veliký (1131–1182) – dánský král
- Valdemar II. Vítězný (1170?–1241) – dánský král
- Valdemar III. (1314–1364) – dánský král
- Valdemar IV. (asi 1320–1375) – dánský král
- Valdemar I. Švédský (Birgersson; 1243–1302) – švédský král
- Waldemar Cierpinski (* 1950) – východoněmecký atlet
- Valdemar Dánský (1858–1939) – dánský princ
- Waldemar Legień (* 1963) – polský judista
- Valdemar Magnusson (po 1280–1318) – švédský princ a finský vévoda
- Waldemar Matuška (1932–2009) – český zpěvák
- Valdemar Mladý (1209?–1231) – dánský princ
- Waldemar Pawlak (* 1959) – polský premiér